# 새장

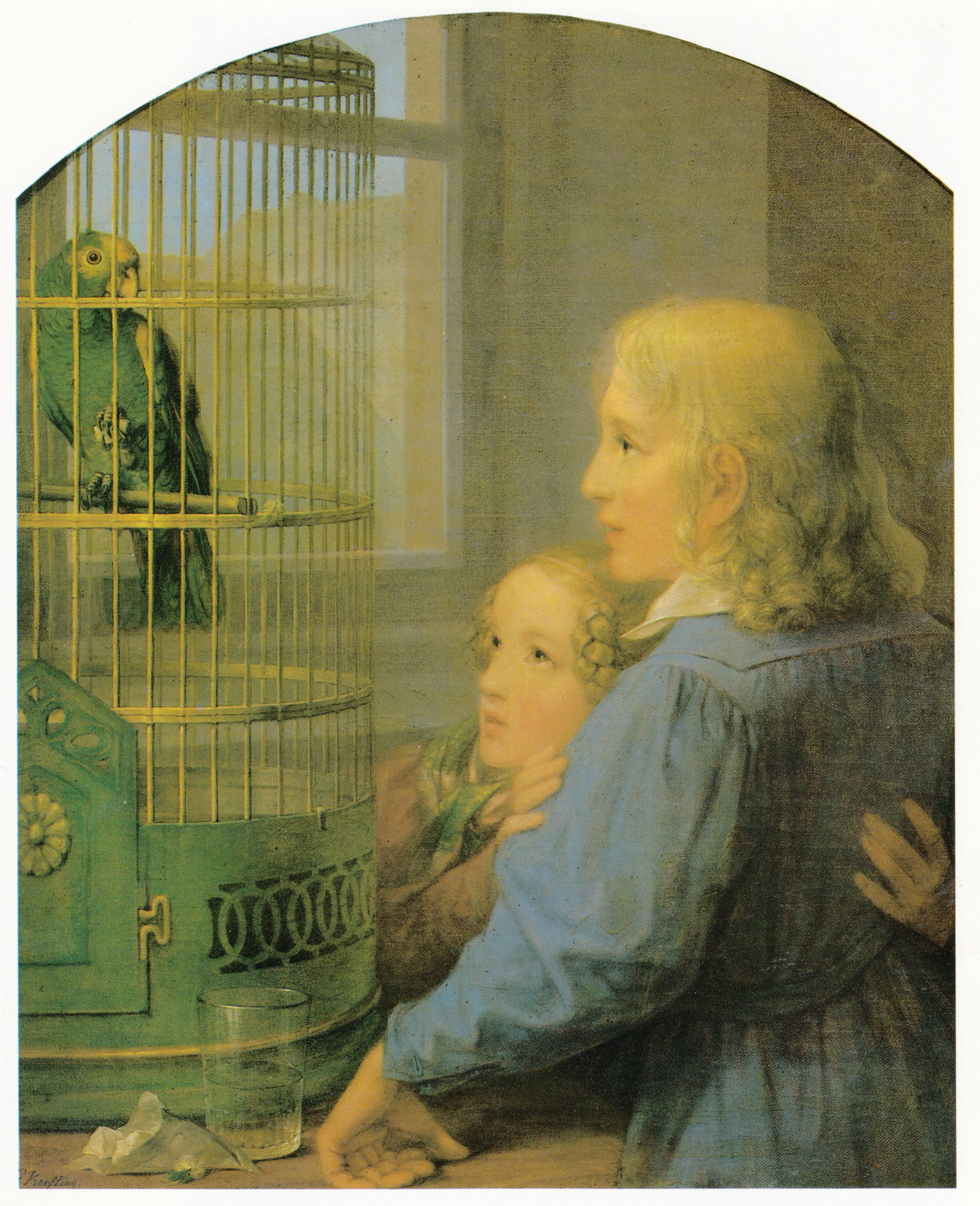
앵무새 새장과 두 아이 (게오르크 프리드리히 케르스팅의 그림, c. 1835)

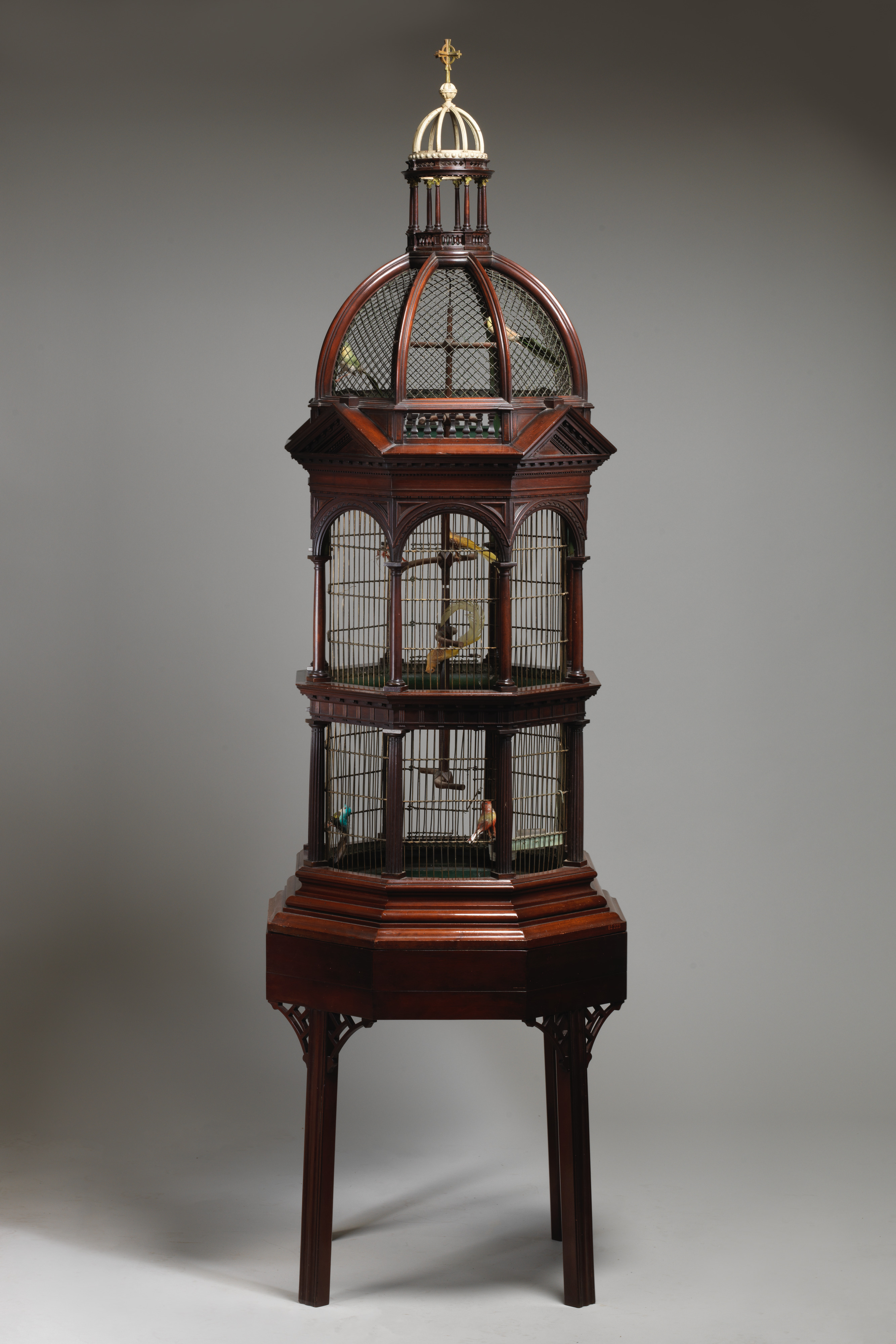
영국 새장, c. 1750년, 마호가니 및 황동, 전체: 메트로폴리탄 미술관 (뉴욕시)

새장 또는 조롱(鳥籠)은 새를 애완동물로 기르기 위해 설계된 케이지이다.
골동품 (또는 골동품 스타일) 새장은 수집품이나 가정 장식용으로 인기가 많지만, 대부분은 너무 작거나, 부적절한 모양이거나, 안전하지 않은 재료 또는 구조를 사용하여 살아있는 새를 기르기에는 적합하지 않다. 애완용 새를 위해 설계된 길고 품질 좋은 새장이 더 적합하다.

## 디자인 및 크기

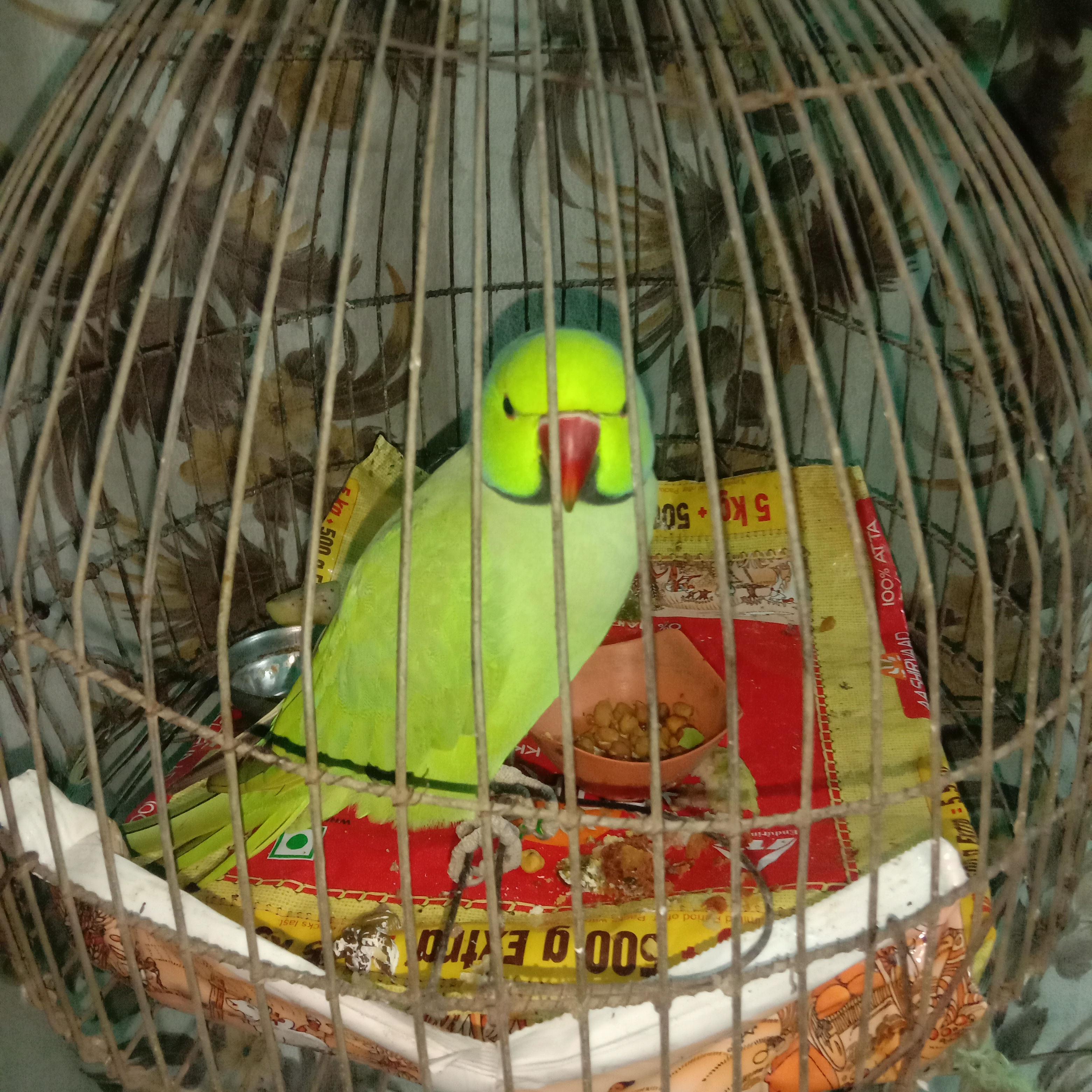
인도 서벵골주의 한 가정집에 있는 알렉산드린 앵무새 새장.

일반적으로 새가 크고 활동적일수록 더 큰 새장을 사용해야 한다. 새가 하루에 새장 안에서 보내는 시간도 고려 사항이다. 대부분의 시간을 새장 안에서 보내는 새는 밤에만 새장 안에 있는 새보다 훨씬 더 많은 공간이 필요하다.
일부 새는 특별한 요구 사항이 있다. 아마존 앵무새와 왕관앵무는 오르기를 좋아하므로 수평 막대를 선호한다. 지저분하게 먹는 새는 먹이를 받기 위한 씨앗 스커트가 있어야 한다. 번식하는 새는 둥지 또는 번식 상자와 더 큰 크기의 새장이 필요할 수 있다. 앵무새와 까마귀와 같은 똑똑한 새는 새장이 열리지 않도록 안전한 잠금 장치가 필요하며, 재미를 위해 종종 장난감 및 놀이 스탠드가 필요하다. 앵무새는 일반적으로 새장을 갉아먹는 경향이 있으며, 큰 마코앵무는 약한 새장의 막대를 찢는 것으로 알려져 있다. 아연 코팅된 새장이나 닭장 철망은 수년에 걸쳐 앵무새에게 독성을 유발할 수 있다.
대부분의 앵무새 새장은 단철로 만들어지고 파우더 코팅이라고 하는 무독성 페인트로 칠해진다. 최근의 추세는 견고한 스테인리스 스틸로 만들어진 새장이다. 스테인리스 스틸로 만들어진 대형 앵무새 새장은 가격이 비싸지만 파우더 코팅된 새장보다 5~6배 더 오래 사용할 수 있다. 새장을 만드는 데 사용되는 재료는 가격에 큰 영향을 미친다. 작은 새장은 비교적 저렴하지만, 큰 앵무새 크기의 새장은 새장보다 비쌀 수 있다.

## 역사
새장은 고대 메소포타미아, 이집트, 페르시아, 그리스, 로마, 중국, 인도, 바빌론 등에서 가장 초기에 사용되었다. 이 시기에 새는 종교적 또는 상징적인 이유로 자주 길러졌지만, 로마 궁정으로 수입된 아프리카 새들처럼 부와 귀족의 상징이기도 했다. 이 경향은 포르투갈이 16세기에 카나리아를 다시 들여오면서 유럽에서도 계속되었다. 독일의 하르츠 산맥 지역은 뻐꾸기시계와 닮은 정교한 나무 새장을 조각하는 독특한 스타일의 새장으로 유명해졌다. 이국적인 새 무역은 매우 수익성이 좋았고, 일부 새는 금값에 팔리기도 했다. 사육되는 새는 매우 지위의 상징이었으며, 서유럽 전역의 부유한 가정과 궁정에서 길러졌고, 특히 군주국의 후원을 받았다. 18세기와 19세기는 새장에 관한 놀라운 창의성의 시기였다. 중국에서 고딕 양식의 유럽에 이르기까지 다양한 영향이 있었다. 아마도 새 사육의 정점은 빅토리아 시대에 이르렀을 것이다. 디자인의 새로운 혁신과 독특한 재료가 새 사육 열풍을 부추겼다. 식민지 시대 미국에서도 정착민들은 나무나 대나무 새장에 새를 길렀다. 1874년, 앤드루 B. 헨드릭스 회사(당시 헨드릭스 & 바르톨로뮤)는 미국에서 설립되어 하르츠 마운틴과 함께 유행하는 새장의 주요 제조업체 중 하나가 되었다. 1900년대 초 아르데코와 아트 앤 크래프트 운동이 등장하면서 새장 디자인은 이러한 추세를 반영하여 주로 동양식 매달린 새장이 유행했다. 다음으로 큰 스타일 변화는 원자 시대였는데, 이때 플라스틱이 대량 생산되는 새장의 주요 재료가 되었다. 점차적으로 철과 플라스틱 새장은 오늘날 애완동물 가게에서 볼 수 있는 크고 매끄러운 강철 새장으로 대체되었다.

## 안전
매일 밖에 나갈 수 있는 길들여진 애완용 새를 위한 새장은 날개를 완전히 펼쳤을 때 새장 벽이나 새장 안의 장난감이나 물체에 부딪히지 않을 만큼 충분히 커야 한다. 일부 국가에서는 새가 날개를 펼칠 수 없는 새장에 애완용 새를 가두는 것이 불법이다. 일반적인 애완용 새의 날개 길이는 잉꼬의 경우 약 30 cm (12 in), 왕관앵무의 경우 41 cm (16 in)에서 큰 마코앵무의 경우 최대 91–122 cm (36–48 in)까지 다양하다. 둥근 새장은 새에게 친화적이지 않아 날개를 손상시키기 때문에 직사각형 새장으로 대체되었다.
핀치와 카나리아는 비행을 허용할 만큼 충분히 긴 더 큰 새장이 필요하다. 막대는 호기심 많은 새가 새장 밖으로 머리를 내밀어 끼이지 않도록 간격을 두어야 한다. 새장은 또한 무독성 페인트로 칠해져야 한다. 새는 새장을 갉아먹는 경향이 있으며, 페인트를 섭취하면 중독으로 사망할 수 있기 때문이다.

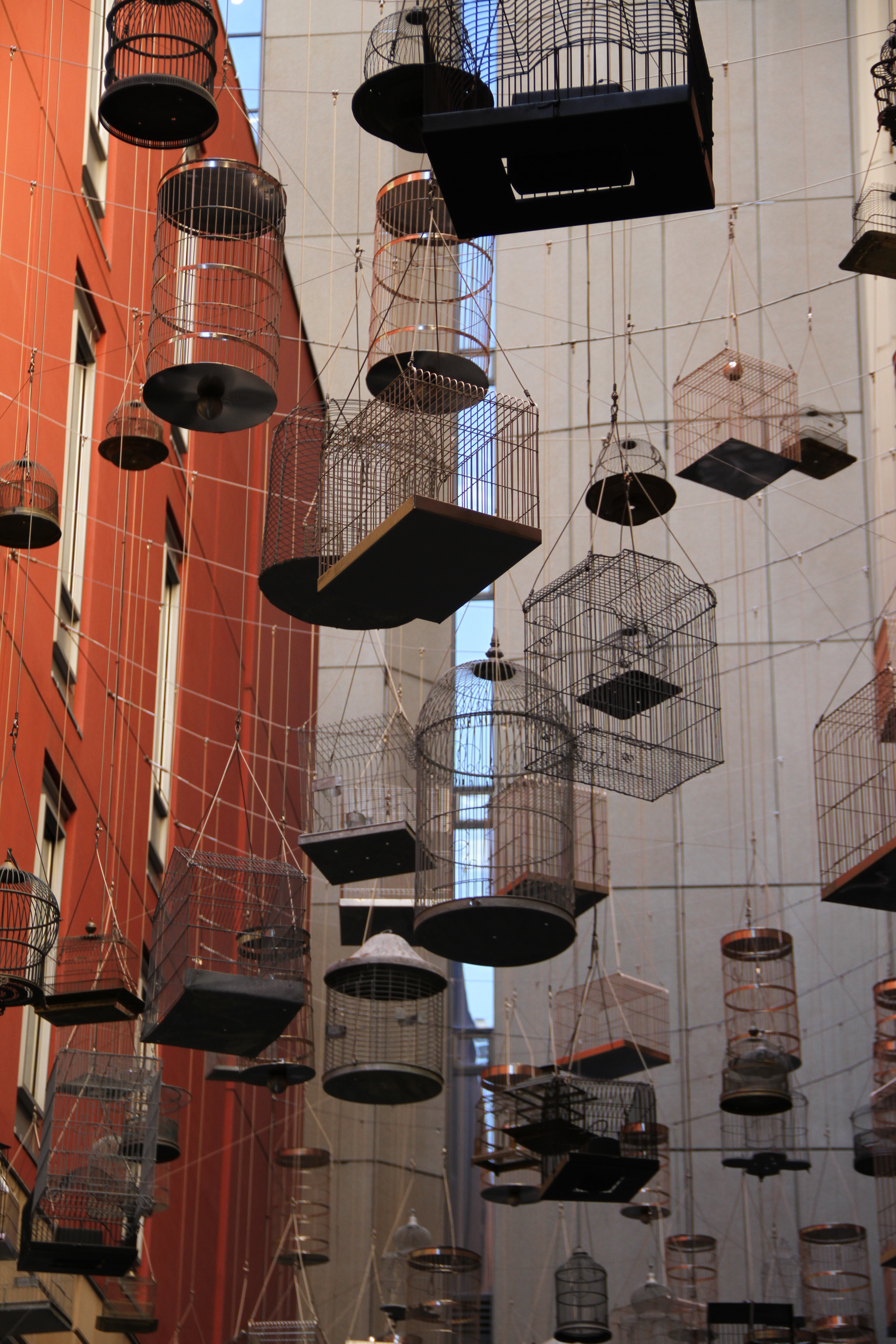
시드니 공공미술 작품 잊혀진 노래에 사용된 새장.

새장은 또한 적절한 횃대를 갖추어야 한다. 여러 직경의 횃대가 있어야 하지만, 직경은 새의 발가락이 겹치거나 횃대를 완전히 감싸지 못할 만큼 충분히 커야 한다. 비행 새장과 새장은 비행을 위한 중앙 공간과 함께 양쪽 끝에 횃대가 설치되어야 한다.

## 같이 보기
- 새 사육
- 반려 앵무새
- 잊혀진 노래 (예술 작품)
- 앵무새 텐트